# 24 heures d'Albi
Le 24 heures d'Albi est une épreuve de course à pied sur route appartenant à la famille de l'ultrafond.

## Histoire
La course a lieu à Albi tous les ans au mois de juin depuis 2013, puis en octobre à partir de 2016,. Le circuit est amélioré pour les championnats du monde des 24 heures IAU en 2019, avec une boucle portée à 1 500 m et l'élargissement de certaines portions.
Les championnats d'Europe des 24 heures IAU ont lieu à Albi en 2016 et 2019, les championnats du monde en 2019, et les championnats de France en 2015 et 2018,,.
Le 24 octobre 2020, un premier 100 km est organisé à Albi, prenant le départ en même temps que le 24 heures,.

## Records
Les records des 24 heures d'Albi sont détenus par le lituanien Aleksandr Sorokin avec 278,972 km aux championnats du monde IAU en 2019 et l'américaine Camille Herron – qui bat le record du monde, – avec 270,116 km aux mêmes championnats,. Ils détrônent le britannique Daniel Alan Lawson avec 261,843 km aux championnats d'Europe IAU en 2016 et la suédoise Maria Jansson avec 250,647 km aux mêmes championnats d'Europe,,.
Erik Clavery bat le précédent record de France des 24 heures d'Alain Prual en 1999, avec 272,217 km aux championnats du monde en 2019,,.

## Palmarès
Statistiques des 24 heures d'Albi d'après la Deutsche Ultramarathon-Vereinigung (DUV) :
À noter qu'en 2015 et 2016 ont été également organisés des « open race » qui ne figurent pas dans le tableau.
| Année | Homme              | Distance   | Femme               | Distance   | Championnat |
| ----- | ------------------ | ---------- | ------------------- | ---------- | ----------- |
| 2024  | Chris Kelly        | 273,375 km | Aurélie Verrier     | 207,960 km |             |
| 2023  | Freddy Prigent     | 250,433 km | Nathalie Schmitt    | 228,096 km | France      |
| 2022  | Angus Irvine       | 239,186 km | Marie-Franca Marino | 203,226 km |             |
| 2021  | Fabien Carpentier  | 247,663 km | Corinne Gruffaz     | 221,552 km | France      |
| 2019  | Aleksandr Sorokin  | 278,972 km | Camille Herron      | 270,116 km | Monde       |
| 2018  | Erik Clavery       | 254,264 km | Stéphanie Gicquel   | 215,384 km | France      |
| 2017  | Milan Sumny        | 236,600 km | Claudine Loisel     | 175,396 km |             |
| 2016  | Daniel Alan Lawson | 261,843 km | Maria Jansson       | 250,647 km | Europe      |
| 2015  | Guillaume Laroche  | 244,336 km | Valérie Vallon      | 189,910 km | France      |
| 2014  | Fabrice Puaud      | 225,585 km | Claudine Loisel     | 163,730 km |             |
| 2013  | Alain David        | 223,813 km | Chantal Bois        | 193,263 km |             |